# Edmund Kerchever Chambers
Edmund Kerchever Chambers (West Isley, 16 marzo 1866 – Beer, 21 gennaio 1954) è stato uno storico britannico.
Fu un prolifico saggista; tra le sue molte opere si ricordano Il teatro medievale (1903), Il teatro elisabettiano (1923), S. T. Coleridge (1938).
Fu editore di John Donne e William Shakespeare e scrisse articoli per la Encyclopædia Britannica Eleventh Edition.